# 李景虹
李景虹（1967年12月—），蒙古族，清华大学化学系教授，清华大学分析中心副主任，清华大学化学系学术委员会副主任，中华人民共和国教育部长江特聘教授，中国科学技术大学物理专业和高分子材料工程专业双学士，中国科学院长春应用化学研究所理学博士，第十二届全国政协委员（代表科学技术界），九三学社社员、九三学社北京市委委员，九三学社北京市委教育委员会副主任、九三学社清华大学委员会副主委。
李景虹1986年9月至1991年7月就读于中国科学技术大学化学物理专业和高分子材料工程专业，获双学士学位。1991年9月，他进入中国科学院长春应用化学研究所，在第三世界科学院院士董绍俊指导下攻读博士研究生，1996年12月获得理学博士学位。2000年，他的博士论文被选为全国百篇优秀博士论文。
博士毕业后，李景虹前往美国担任博士后。1997年至2001年间，他先后在美国伊利诺伊大學厄巴納－香檳分校、加州大學聖塔芭芭拉分校、克莱门森大学、纽约州的Evonyx Inc.公司进行研究。 2001年5月，李景虹归国，参加百人计划，担任中国科学院长春应用化学研究所电分析化学国家重点实验室研究员、博士生导师至2004年9月。2001年，他获得国家杰出青年基金。2004年，他离开中国科学院长春应化所，被清华大学化学系聘为教授、博士生导师。2006年，他获得茅以升科学技术奖。2009年，他成为教育部长江特聘教授。2011年，他获颁中国化学会-巴斯夫青年知识创新奖。2012年，他获得教育部高等学校自然科学一等奖第一名。他还是英国皇家化学学会会士。
他主要从事电化学与电分析化学、生物电化学与纳米生物分析化学、纳米电化学的教学与科研。2018年1月，当选第十三届全国政协委员。